# Esfandiar Rahim Mashaí
Esfandiar Rahim Mashaí (Irán, 16 de noviembre de 1960-) es un político iraní, íntimo y consejero del Presidente de Irán Mahmud Ahmadineyad. Fue director de Presidencia de Irán entre 2009 y 2011 y vicepresidente de Irán durante una semana en 2009 hasta la orden de su destitución por el jefe de Estado Alí Jamenei, con quien mantiene una enconada rivalidad política. Durante el segundo mandato presidencial de Ahmadineyad ha acumulado numerosos cargos en la administración iraní y se escucha su nombre como posible candidato para la elección presidencial de 2013.
Rahim Mashaí ha despertado de modo reiterativo las críticas de los religiosos conservadores por supuestas tendencias «extraviadas». Mashaí ha sido calificado como religioso y nacionalista iraní, con un discurso apoyado en referencias del Irán preislámico desdeñadas por la facción osulgarâyân («principialistas») de la sociedad política iraní. También se lo ha descrito como pragmático o conservador moderado, «liberal en asuntos culturales y sociales».

## Primeros años
Esfandiar Rahim Mashaí nació, hijo de un hombre de negocios, en noviembre de 1960 en Mashá, una aldea cercana a Ramsar –en la provincia de Mazandarán, a orillas del mar Caspio–. En su adolescencia era un buen recitador del Corán y de laudatorias rituales en cofradías religiosas de la región sobre la familia de Mahoma, según la tradición islámica duodecimana. Oficiando como «conferenciante» desde los 15 años, a los 18 que tenía cuando triunfó la Revolución islámica era ya un orador consolidado y se convirtió en pivote de la actividad revolucionaria de Ramsar, convocando manifestaciones, redactando proclamas, coordinando a las cofradías, distribuyendo las declaraciones del ayatolá Jomeiní y organizando las ceremonias de oración.

## Actividades entre 1978 y 2005
Esfandiar Rahim Mashaí no tiene antecedentes policiales bajo la dinastía Pahlavi, aunque él mismo afirma haber corrido riesgo de ser detenido por la SAVAK en repetidas ocasiones. Se licenció en Ingeniería electrónica en la Universidad Tecnológica de Ispahán, al tiempo que participaba en las actividades de inteligencia de las milicias basiyíes del centro Masŷed ol-Mahdí de Ispahán. Integró así los servicios de inteligencia creados por los Guardianes de la Revolución y se ocupó en este campo en Ramsar, participando también como asistente en misiones en Kurdistán a iniciativa del general Mohammad Reza Naghdí, estando el país en guerra con Irak. Fue operando como agente de seguridad en Makú (Azerbaiyán Occidental que entró en contacto con Mahmud Ahmadineyad, por entonces comandante en la región. Tras instituirse el ministerio de Inteligencia en 1984, Mashaí ocupó el cargo de Responsable de organización de la estrategia estatal de la República Islámica a propósito de los kurdos iraníes».
A continuación, se trasladó al ministerio del Interior, asumiendo la Dirección general de asuntos sociales bajo el ministro Alí Mohammad Beshâratí, de Akbar Hashemí Rafsanyaní, y con la elección del presidente Mohammad Jatamí pasó a la dirección de Radio Payâm, de donde se trasladó después a la alcaldía de Teherán –dirigida por Ahmadineyad– como director de Radio Teherán, consejero de asuntos sociales y culturales y presidente del Instituto de Arte y Cultura de la municipalidad. En 1997, Rahim Mashaí participó en la fundación del Instituto de Estudios Científicos del ministerio de Inteligencia, ocupado principalmente en investigaciones y preparación de estrategias relativas a la cuestión étnica y nacional de Irán. Desde finales de los ochenta, Mashaí fue además director de la revista mensual en lenguas kurdas soraní y kurmanŷí  Sarwa, de distribución internacional.

## Primer mandato presidencial de Ahmadineyad (2005-2009)

### Funciones
Tras el acceso a la jefatura del gabinete ministerial de Mahmud Ahmadineyad en 2005, Esfandiar Rahim Mashaí pasó a ser un influyente miembro del equipo ejecutivo. Le fue encargada la dirección del Instituto del Patrimonio Cultural, Artesanía y Turismo, entre buen número de otros cargos: presidente del Centro Nacional de la Mundialización desde el 31 de diciembre de 2007, delegado del Presidente de Irán en el Consejo Superior para los Asuntos de los Emigrantes Iraníes, miembro del Consejo de Supervisión de la radiotelevisión estatal IRIB, secretario de la comisión de Cultura del Ejecutivo de Irán, miembro de las comisiones de Economía y Cultura del ejecutivo y presidente del Comité Superior para el Proyecto de gasoducto Irán-Pakistán.

### Controversias
Desde el primer mandato presidencial, ciertas declaraciones de Mashaí suscitaron numerosas críticas entre la clase política iraní. Declaraciones tales como «La era del islamismo ha terminado. En realidad no se ha acabado, pero se encamina hacia su fin»; «en Irán, el uso del hiyab es libre y desde el gobierno no se ejerce presión alguna para utilizarlo»; «impedir las muestras de alegría es un insulto al islam y usar el color negro (en la ropa) es desaconsejable»; «Azerbaiyán Occidental, Ilam y Kermanshah pertenecen a Kurdistán, cuyo pueblo es el mejor de los pueblos iranios»;; «en dos años, Alí Jamenei y Ahmad Yannatí ya no estarán aquí para impedir candidaturas a la presidencia de la república»; «como no entienden la música, dicen que es haram»; «20 millones de personas de los 24 que votaron a Ahmadineyad odian el sistema político (nezâm)»; «si se elimina al ser humano, Dios se elimina por sí solo» «la denominación “Golfo Pérsico” o Mar de Persia empezó a encontrarse en Oriente Medio desde hace 30 millones de años, a medida que se formaban las primeras civilizaciones proto humanas». Controvertida fue también, en el primer año de su presencia en el ejecutivo, su asistencia en Turquía a la inauguración de la Conferencia de Turismo de Países Islámicos, en la que se ejecutó un espectáculo de varis bailes regionales femeninos, difundiéndose el vídeo en el invierno de 2007.

#### Declaraciones sobre Israel
El 19 de junio de 2008, Mashaí hizo declaraciones en apariencia favorables a la amistad de Irán con «el pueblo de Estados Unidos e Israel» en contradicción con la posición del gobierno iraní, que no reconoce al estado judío, al que considera integralmente como un régimen de ocupación de Palestina y un instrumento de colonialismo occidental en Oriente Medio. Las declaraciones motivaron numerosas protestas, en particular de 200 parlamentarios incluido Alí Lariyaní. Mashaí se reafirmó en su postura provocando protestas y manifestaciones ante el Instituto del Patrimonio Cultural de las asociaciones estudiantiles islámicas y del Basiŷ de la Universidad de Teherán., culminando en la reprobación por el ayatolá Jamenei, Líder Supremo de Irán, quien puso sin embargo fin al episodio pidiendo a los críticos que cesaran en sus reclamaciones de dimisión tras haber recibido también Mashaí un discreto apoyo por parte de Ahmadineyad. Aun así, en octubre del mismo año Mashaí efectuó declaraciones en La Meca en el sentido de que «la eliminación del régimen sionista debe convertirse en objetivo internacional», declaraciones que motivaron protestas formales del gobierno israelí ante el secretario de la ONU, Ban Ki-moon.

#### Críticas a la gestión del patrimonio cultural
Entre las críticas recibidas por Mashaí por su gestión al frente del Instituto del Patrimonio Cultural iraní, se cuentan los posibles daños ocasionados por la presa del río Sivand, 95 kilómetros al noroeste de Shiraz –construida con el beneplácito final del Instituto–, a los restos arqueológicos de Pasargada, y en particular a la tumba de Ciro el Grande; la incapacidad para recuperar miles de inscripciones cuneiformes en persa antiguo sobre tablillas de arcilla de época aqueménida de museos estadounidenses, entre ellos el de la Universidad de Chicago, confiscadas en compensación por la supuesta implicación del estado iraní en la explosión de una bomba de Hamás en Jerusalén el 4 de septiembre de 1997; la prohibición impuesta a los directivos y expertos del Instituto de entrevistarse con los medios de comunicación, limitando esa labor al servicio de relaciones públicas; el robo de un manuscrito del Canon médico de Avicena en Hamadán y su ocultamiento;; la destrucción de una inscripción aqueménida descubierta en la primavera de 2008 en la isla de Jark, que documentaba el uso local de la denominación «Golfo Pérsico» desde la Antigüedad y la incapacidad para impedir el trazado del metro de Ispahán bajo el histórico bulevar Chaharbagh. En términos prácticos, su iniciativa más contestada fue el intento de fundir el Instituto de Haŷŷ y Peregrinaje con el Instituto del Patrimonio Nacional, fusión abortada por orden del ayatolá Jamenei a principios de mayo de 2009.

## Segundo mandato presidencial de Ahmadineyad (2009-2013)

### Designación frustrada como vicepresidente primero
El 17 de julio de 2009, Mahmud Ahmadineyad, tras triunfar en sus segundos comicios presidenciales, anunció la designación de Esfandiar Rahim Mashaí como vicepresidente primer en un momento en que las acusaciones de fraude electoral sumían a Irán en una grave crisis política que llevaba al expresidente Mohammad Jatamí a reclamar una ratificación por plebiscito del resultado de la elección. La designación suscitó las críticas de sectores conservadores, de la milicia revolucionaria, del ayatolá Ahmad Jatamí –jatib de la Universidad de Teherán–, del diario estatal Keyhán, etc. El diputado reformista Dariush Ghanbarí calificó la designación de «declaración de guerra al parlamento», cuyo presidente Alí Lariyaní se dijo «conmocionado». Al día siguiente, el Líder Supremo Jamenei órdenó que se anulase la designación y Ahmadineyad, tras intentos de defenderla en que hizo elogios sobre su consejero y enfrentamientos dialécticos con el exministro de Inteligencia Mohsení Eyeí y el de Cultura y guía islámica Saffar Harandí, acabó cediendo y el día 24 de julio, Mashaí renunció.

### Funciones
Pocos días después del apartamiento de la vicepresidencia primera, Ahmadineyad designó a Esfandiar Rahim Mashaí como jefe de gabinete de la presidencia y destituyó a Mohsení Eyeí y amenazó con hacer igual con Saffar Harandí, que dimitió él mismo. En las semanas y meses siguientes, Mashaí recibió numerosos cargos (más de la quincena), conservadas aún tras su dimisión a la cabeza de la institución presidencial. Las funciones acumuladas comprenden: presidente de la secretaría del Movimiento de Países No Alineados (desde el 1 de diciembre de 2012), jefe de gabinete del presidente (25 de agosto de 2009-1 de diciembre de 2012); representante especial del presidente de la república para el modo de ejecución de las competencias del gabinete de ministros sobre asuntos petroleros (desde el 22 de septiembre de 2009); presidente del Consejo de Coordinación de las Zonas de Libre Comercio de Irán, (desde el 22 de octubre de 2009); secretario de la comisión de Cultura del gabinete iraní (desde el 10 de diciembre de 2009); presidente del Grupo de Jóvenes Consejeros de la Presidencia de Irán (desde el 25 de marzo de 2010); responsable de la designación del director ejecutivo del Fondo Mehr del Imam Rezá; responsable de control y supervisión del Centro de asuntos jurídicos internacionales de la presidencia de la república; responsable plenipotenciario del presidente de la república en el Comité central de Râhiân-e Nur; presidente del Grupo de Trabajo de Peregrinajes y Cultura del Imam Reza; miembro del Consejo cultural del gobierno iraní; presidente del Comité Superior para el Proyecto de gasoducto Irán-Pakistán; representante del presidente de la república en el Consejo de supervisión de la radiotelevisión iraní; delegado presidencial en el Consejo Superior para los Asuntos de los Emigrantes Iraníes, presidente del Centro Nacional de la Mundialización, miembro de la Comisión de Economía del gobierno iraní; presidente del Consejo de Información del Gobierno de Irán y representante especial del presidente de Irán para los asuntos de Oriente Medio.

### Enfrentamiento con los partidarios del Líder Supremo y detención de aliados políticos
Tras la reposición de Heidar Moslehí en el cargo de ministro de Inteligencia por el ayatolá Jamenei en la primavera de 2011 y los 11 días de ausencia de Ahmadineyad del puesto de presidente, Mashaí y los aliados políticos de Ahmadineyad, designados como «corriente desviada» fueron objeto de numerosos ataques por parte de gran parte de la clase política iraní, incluso entre anteriores partidarios de Ahmadineyad.
Mashaí fue acusado de corrupción, de mantener relaciones con Estados Unidos e Israel, con geomantes, atrapadores de yinns, faquires, de misticismo, de preparar un fraude electoral en las elecciones parlamentarias de 2012, de revivir la cultura del Irán preislámico, de nacionalismo, liberalismo, anticlericalismo y de oposición a la tutela de los alfaquíes. Además, distintos sitios web vinculados con Mashaí fueron bloqueados.
Tras posicionarse el ayatolá Jamenei en contra de Mashaí en mayo de 2011, 25 personas vinculadas a Mashaí fueron detenidas por las fuerzas del orden. Entre ellos se encontraban varios cargos medios de la administración iraní, así como personas relacionadas con las ciencias ocultas. Entre ellos, Abbás Amirifar, acusado de distribuir a gran escala el cedé de contenido escatológico ظهور بسیار نزدیک است (zohur besiâr nazdik ast, «la Parusía está muy cerca»). Algunos grupos partidarios del ayatolá Jamenei, como los Ansâr Hezbollâh («Compañeros del Partido de Dios»), reclamaron la detención de Mashaí también. El 22 de mayo, el vicepresidente Hamid Baqaí, cercano a Mashaí y Ahmadineyad, fue condenado a cuatro años de inhabilitación para cargos públicos. El día 13 de junio, el fiscal general iraní Mohsení Eyeí anunció la detención de doce personas más relacionadas con la «corriente desviada».
| Predecesor: Parviz Davudí | Vicepresidente de Irán 2009 | Sucesor: Mohammad-Reza Rahimi |